# Demonstrationerna i Hongkong 2014

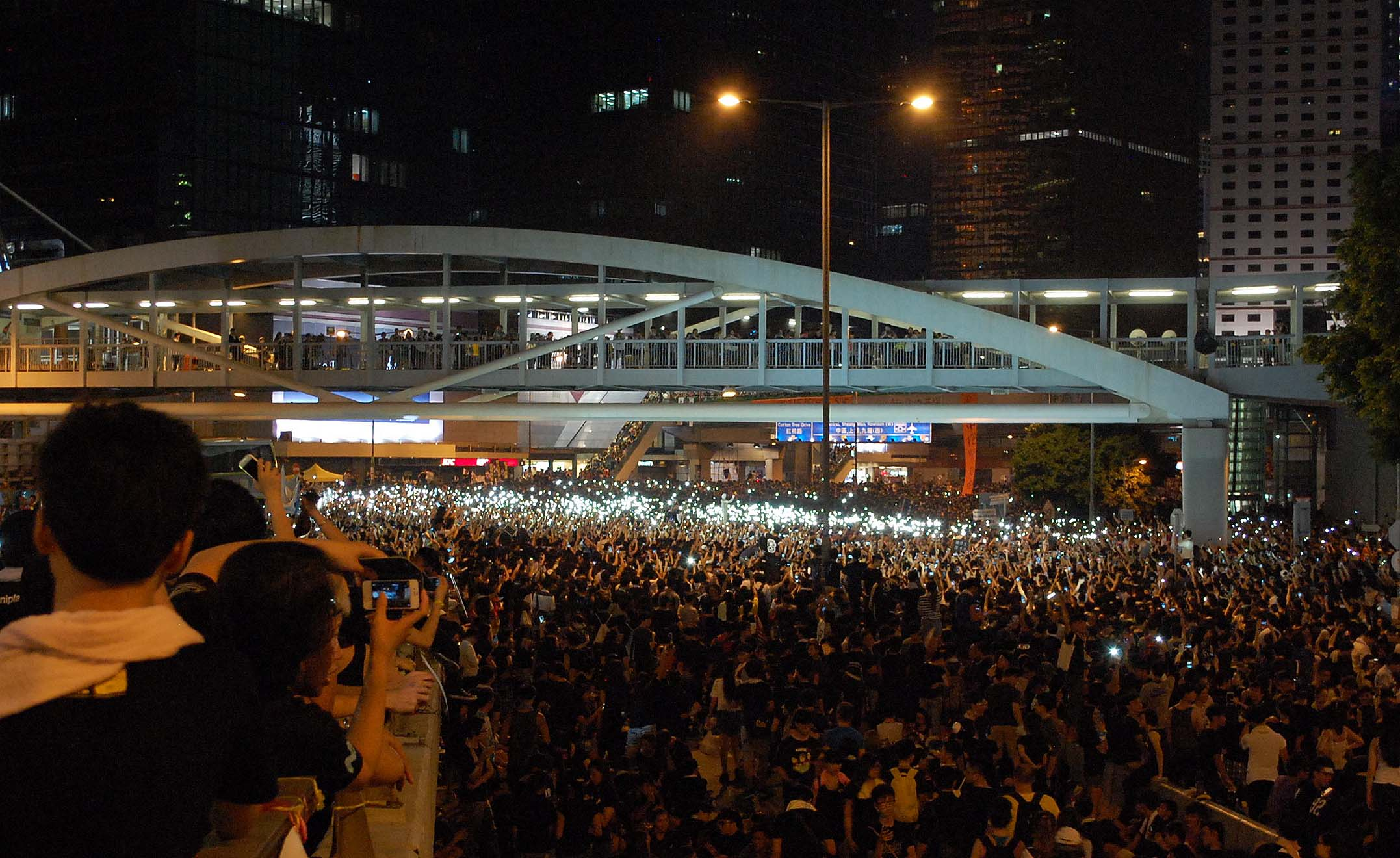
Ljusvaka med mobiltelefoner.

Demonstrationerna i Hongkong 2014, även kallade Paraplyrevolutionen, var  demokratidemonstrationer i centrala Hongkong. Demonstranterna ockuperade flera gator omkring regeringsbyggnaden i protest mot den Nationella folkkongressens ständiga utskotts beslut om valordning inför valet av chefsminister 2017. Den 31 augusti 2014 bestämde Folkkongressens ständiga utskott att en centralt tillsatt valberedning i förväg skall godkänna upp till tre kandidater innan processen får fortsätta till ett allmänt val där allmänheten har rösträtt. Den första som omnämnde protesterna som "Paraplyrevolutionen" var New York-bon Adam Cotton på Twitter den 26 september. Detta på grund av att många av demonstranterna använde paraplyer i olika färger för att försvara sig mot pepparsprej och tårgas. Därefter har media runt om i världen, inklusive lokal media, kommit att sprida detta revolutionsnamn vidare.

## Allmän bakgrund
Hongkong var en brittisk kronkoloni från 1842 till 1997 och är idag tillsammans med Macao en av två särskilda administrativa regioner i Kina. Under principen "Ett land, två system" har Hongkong tillåtits behålla sitt eget ekonomiska och politiska system. Därför kan man inte säga att Hongkong tillhör "det riktiga Kina". Principen för Hongkongs autonomi har varit att Kina ansvarat för försvar och utrikes affärer medan Hongkong fått ett begränsat självstyre i övrigt, inklusive ett helt oberoende rättssystem och även oberoende och fri press.

## Händelseutvecklingen dag för dag

### 22 september: Studenter börjar demonstrera
Studentgruppen Hong Kong Federation of Students och Scholarism började demonstrera utanför regeringsbyggnaden den 22 september 2014.

### 26 september
På kvällen den 26 september bröt en grupp på flera hundra demonstranter igenom en säkerhetsbarriär invid regeringsbyggnaden. Området vid byggnaden där demonstranterna lyckats ta sig in spärrades omedelbart av polisen, vilket dock medförde att fler demonstranter anslöt sig till protesten så att polisen istället blev omringad. Ett dödläge uppstod som varade över en dag, tills polisen angrep obeväpnade demonstranter med sköldar, batonger, och pepparspray. Occupy Central med kärlek och fred meddelade i det läget att de skulle påbörja en civil olydnad-kampanj med omedelbar verkan.

### Tårgas den 28 september

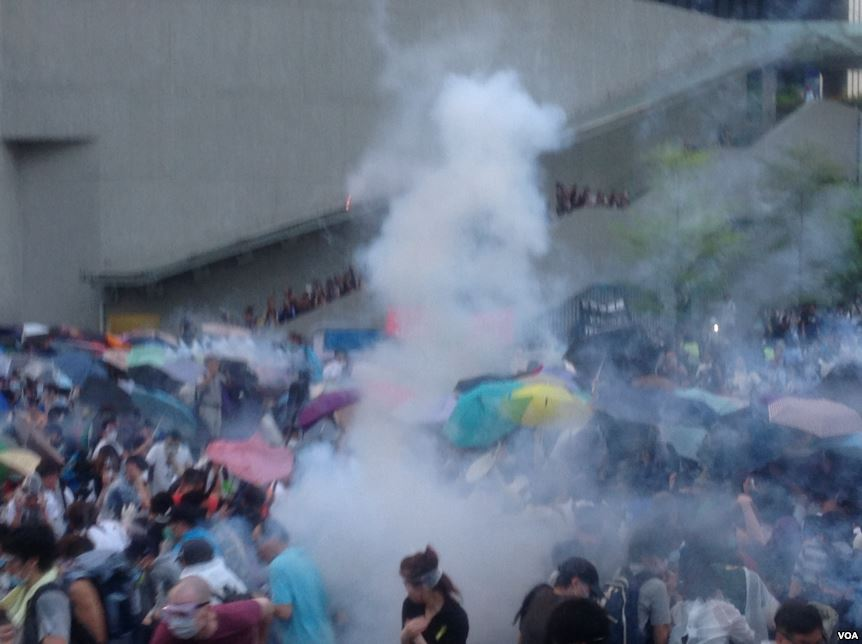
Tårgas mot demonstranterna utanför regeringsbyggnaden i Hongkong den 28 september 2014.

Den 28 september, vid halv två på natten, utropade Benny Tai, en av grundarna av Occupy Central, den officiella starten av Occupy Central. Han sa också att kampanjen skulle börja just där han befann sig, det vill säga vid regeringskomplexet. Rörelsens två krav var: 1. Omedelbart tillbakadragande av NPCSC:s beslut om valreform. 2. Omedelbar offentlig debatt i frågan.
Under dagen stegrades spänningen vid korsningen Tim Mei Avenue och Harcourt Road och under skymningstiden avancerade kravallpolisen gradvis mot folkmassan. Den första tårgasen avfyrades omkring kl. 18.00.

### 30 september: från mobiler till FireChat
Demonstranterna började övergå från mobilkommunikation till FireChat på grund av rädslan att regeringen skulle stänga av de mobila nätverken. Micha Benoliel, CEO på Open Garden, bekräftade att det startats mer än 100.000 nya konton på FireChat på mindre än 24 timmar. En liknande peak i antalet nya konton på kort tid inträffade under protesterna i Taiwan och Iran tidigare i år, men aldrig tidigare på den här massiva nivån, sa Benoliel.

## Internationella reaktioner
- Storbritannien - Storbritannien har meddelat sin oro över utvecklingen och att de följer händelseutvecklingen noga.[15]

## Galleri

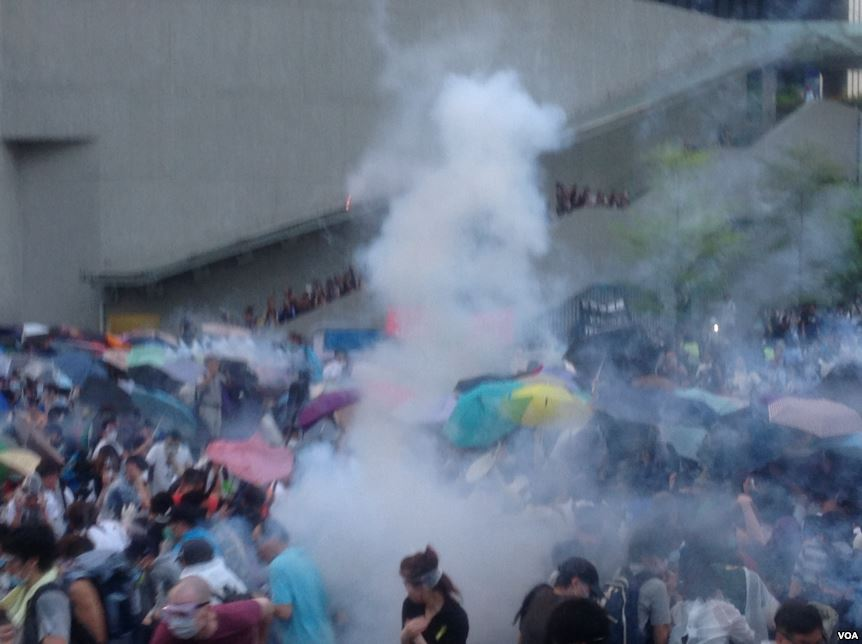
Tårgas mot demonstranter.
Demonstranter som blockerar en huvudväg.
Paraplyer används som försvar.
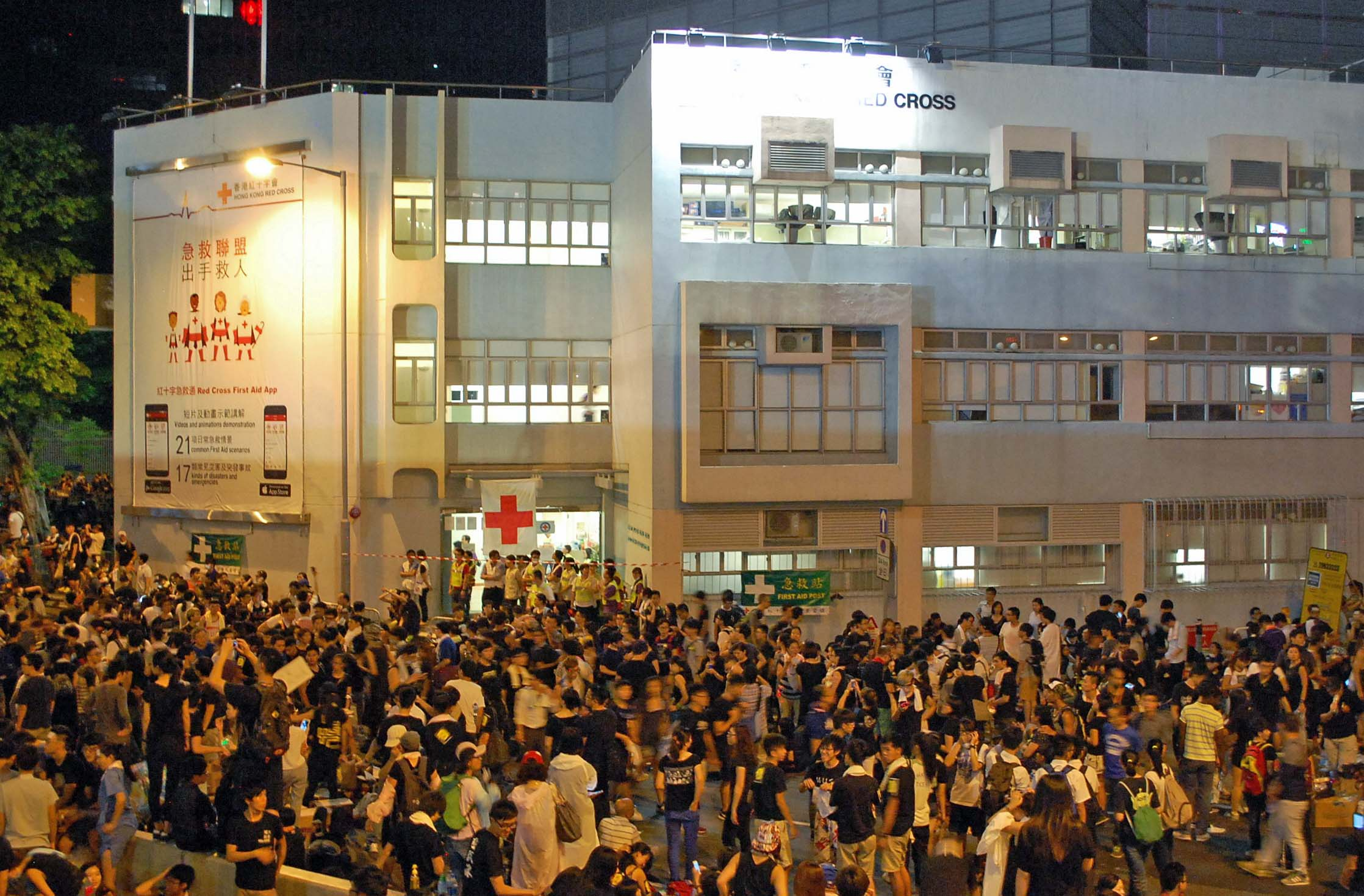
Röda korset hjälper till.
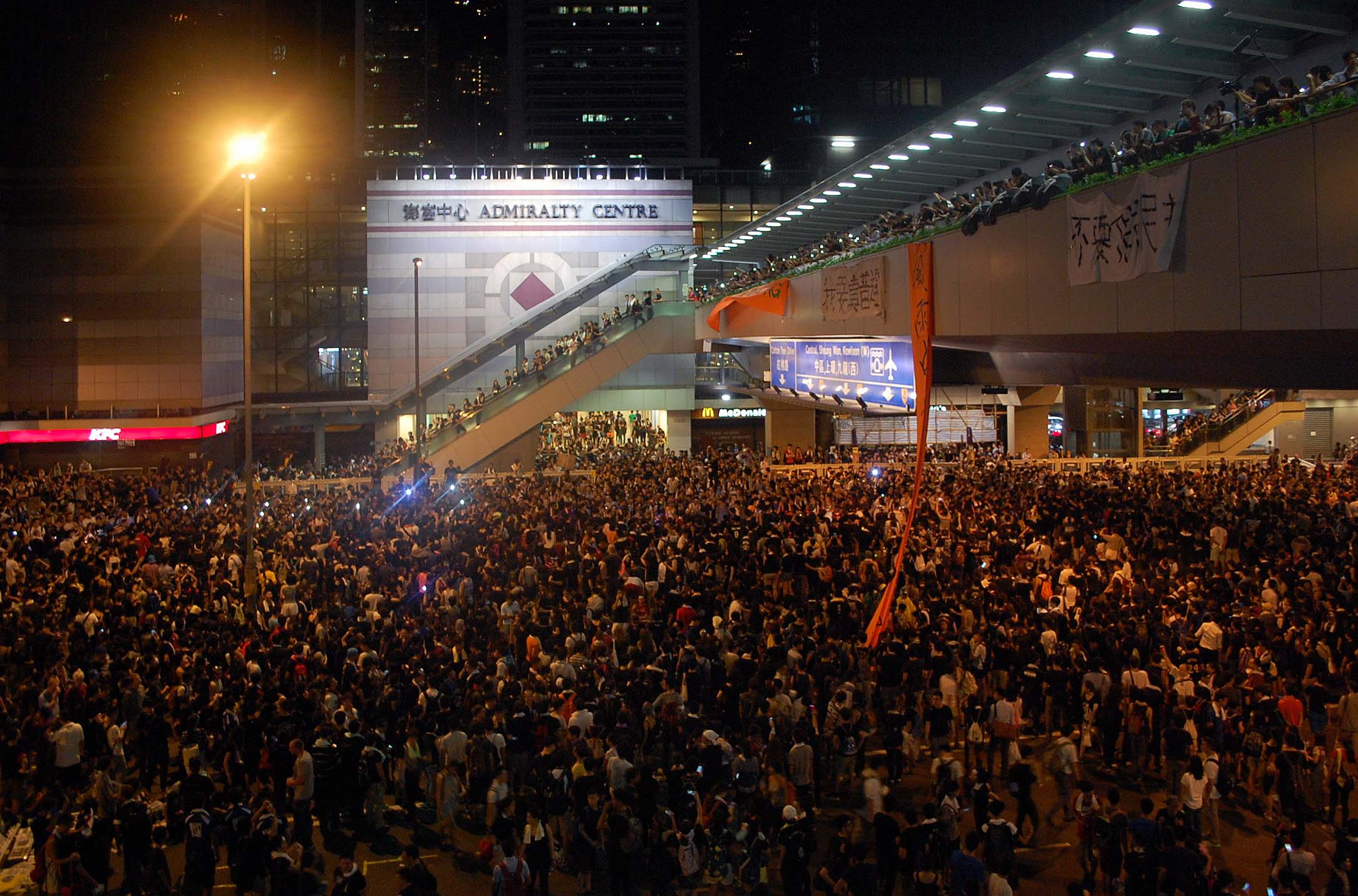
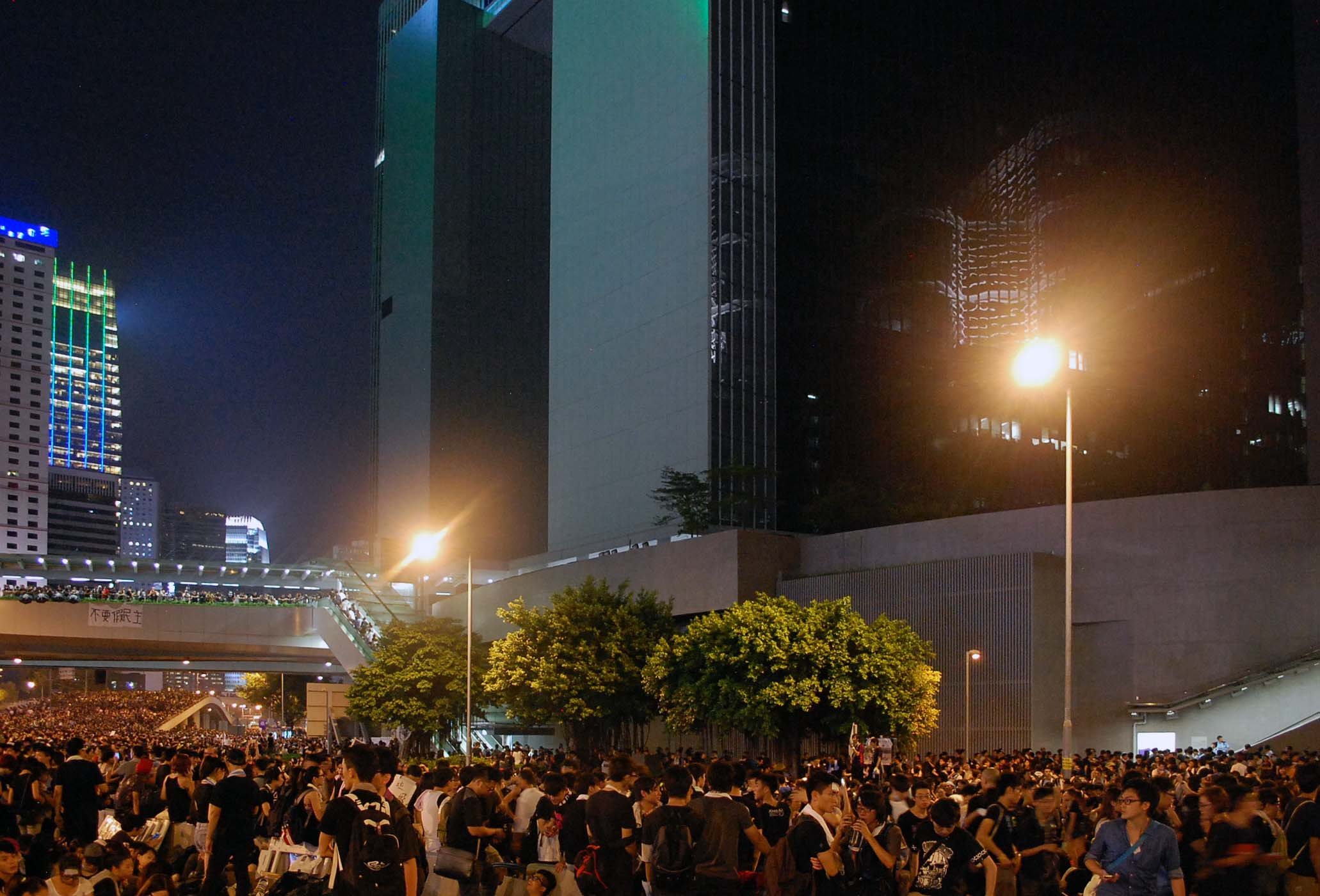
Demonstranter utanför regeringsbyggnaden.
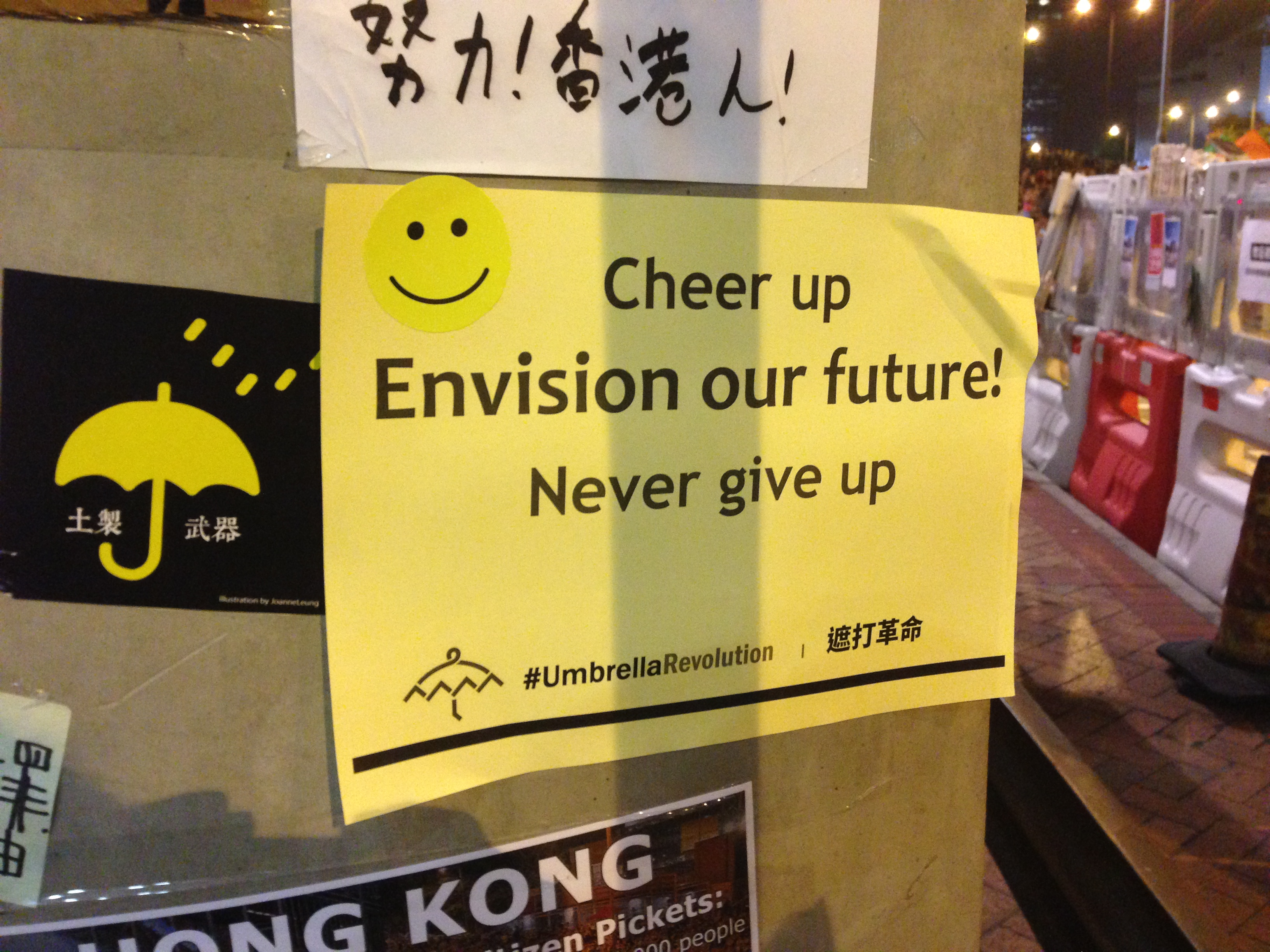
Demonstranternas ord av stöd till kampanjen